# Adobe After Effects
Adobe After Effects és un programari d'Adobe Systems per a la composició d'animació digital. Pot ser usat en postproducció de pel·lícules o vídeos.
Una de les principals fortaleses del programa és que existeixen una gran quantitat de plugins desenvolupats per altres companyies que poden ser afegits al programa i que ajuden a alleugerir les càrregues de treball continu i repetitiu en el que a l'aplicació d'efectes es refereix.
L'última versió del programa disponible és: Adobe After Effects CC (15.0), lliurada el 18 d'octubre del 2017, i pot ser adquirida com a part del paquet de programari d'Adobe Creative Cloud o bé de forma independent, a canvi del pagament d'una quota per part de l'usuari.
After Effects utilitza un sistema d'edició no lineal d'accés aleatori que permet l'edició del material per capes, sistema que és també utilitzat en altres programes com Adobe Premiere.

## Història
La primera versió d'After Effects fou creada per l'empresa de programari CoSA (Company of Science and Art) l'any 1993 en la seva versió 1.0, que permetia crear animacions senzilles amb la limitació d'un sol efecte per capa.
Poc després, l'empresa i el programa foren adquirits per Aldus Corporation, que passaria a ser propietat d'Adobe un any més tard.
A partir del seu ús a la pel·lícula Parc Juràssic l'any 1993, el programa ha estat utilitzat en incomptables produccions cinematogràfiques.

## Funcions
Adobe After Effects es defineix com a software de motion graphics, aplicant moviment a recursos gràfics per crear efectes diversos. El programa permet crear, modificar i animar a partir de key frames elements en 2D i 3D.

## Interfície
La interfície principal es compon per diversos panells (des de la versió d'After Effects 7.0). Tres dels panells més utilitzats són el panell Projecte, el de Composició i el de Línia de temps. El primer actua com un contenidor per importar imatges fixes, video i elements de material d'àudio. Els elements o materials del panell projecte es col·loquen dins de la línia de temps, on l'ordre de cada capa i temps es poden ajustar segons l'editor tingui planificat. Els elements visibles en el marcador del temps actual es mostren en el panell Composició. After Effects comparteix moltes característiques amb altres programes de Tova, com la creació de cercles, quadrats i figures de forma lliure que es defineixen per corbes bezier. Igual que Photoshop i Illustrator, After Effects pot importar i manipular diversos formats d'imatge, i els filtres i ajustos es poden agregar, a més s'integra amb altres productes de programari de Tova com Illustrator, Photoshop, Premiere Pro, Encore, Flaix i programes 3D de tercers com Cinema 4D.